# Fairview Aliquidam
Pour les articles homonymes, voir Fairview.
Fairview Aliquidam (né le 21 septembre 2007) est un cheval hongre de saut d'obstacles, alezan, inscrit au stud-book du Selle australien. Il s'est fait connaître en devenant l'un des meilleurs chevaux d'obstacle australiens, le seul à atteindre la sélection du niveau Coupe du monde. Vendu au cavalier irlandais Denis Lynch début 2018, il est désormais monté par ce dernier.

## Histoire

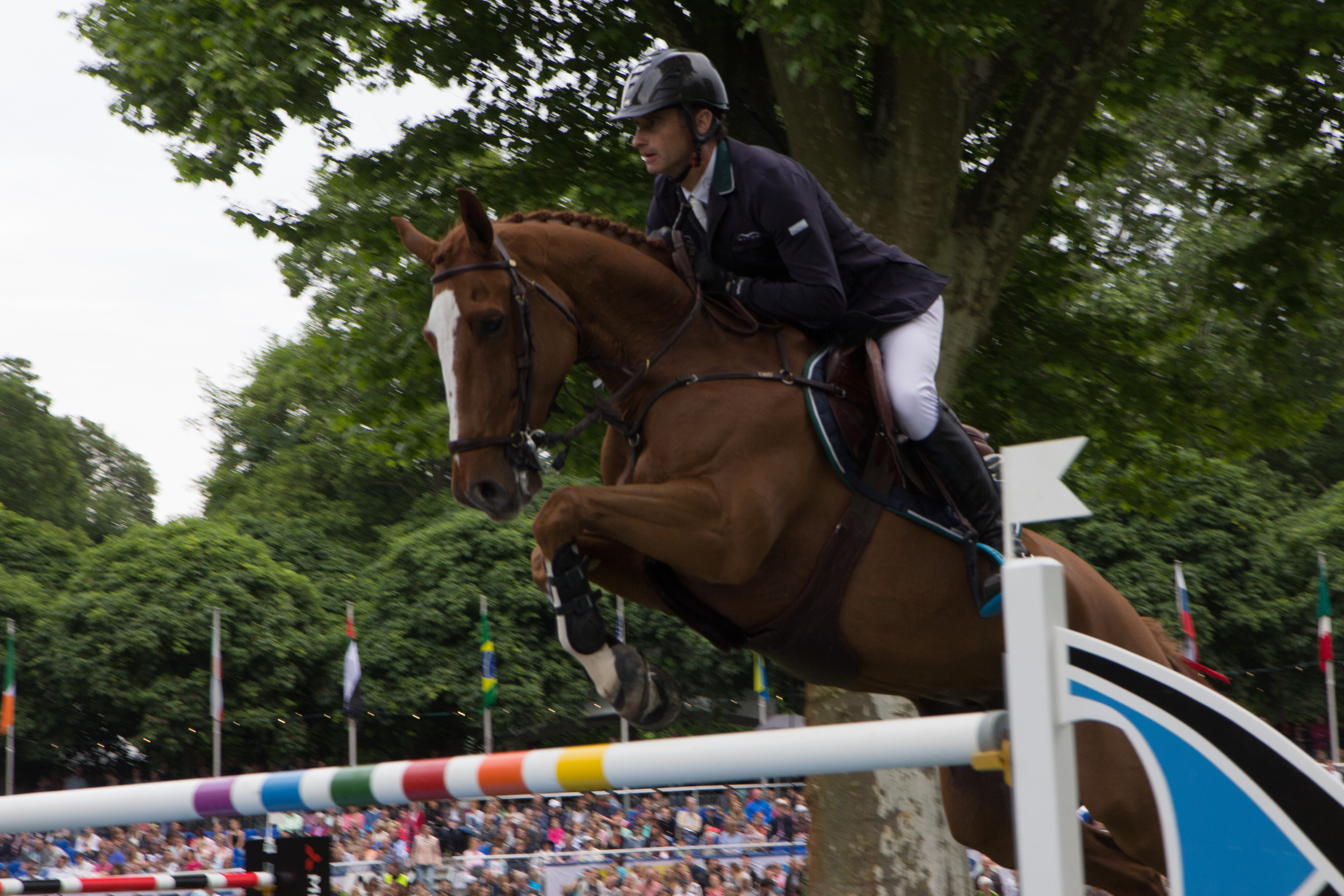
Fairview Aliquidam monté par Denis Lynch à l′Internationales Wiesbadener Pfingstturnier de 2018.

Il naît le 21 septembre 2007, à l'élevage de Adam et Heidi Meller, en Australie. Il est acheté jeune cheval par Stuart Jenkins, restant la propriété des cavaliers australiens du Queensland Becky et Stuart Jenkins durant plusieurs années. Fairview Aliquidam est considéré comme l'un de leurs chevaux « maison », et participe aux compétitions australiennes comptant pour le classement en Coupe du Monde. Il est blessé début 2016, et ne reprend la compétition qu'en septembre, ce qui prive le cavalier d'une partie du circuit Coupe du monde d'Australie. En décembre 2016, Stuart Jenkins et Fairview Aliquidam sont le dernier couple en lice pour la qualification en Coupe du monde, à Shepparton. Malgré son jeune âge, le hongre de dix ans est, en 2017, l'un des meilleurs chevaux australiens dans sa discipline, décrochant notamment le titre suprême de l'État du Queensland.
Fairview Aliquidam est vendu au cavalier irlandais Denis Lynch début 2018, lequel l'a vu en live lors d'une retransmission de compétition en Nouvelle-Zélande. Il arrive en Europe en mai, sans que son nouvel acheteur ne l'ait encore rencontré de visu. Il dispute son premier concours européen à Wiesbaden fin mai 2018, avec succès puisque le couple termine 3e de cette compétition,.

## Description
Fairview Aliquidam est un hongre de robe alezan, inscrit au stud-book du Selle australien. 

## Palmarès
- Mai 2018 : 3e du GP du CSI4* de Wiesbaden, à 1,55 m[3],[6].
- Juin 2018 : 4e de l'épreuve de vitesse à 1,45 m de Cannes[7] ; Second de l'épreuve à 1,45 m à l'étape Coupe du monde d'Estoril[8]
- Septembre 2018 : 8e du CSI5* de Bruxelles (à 1,50 m)[1]

## Origines
Fairview Aliquidam est un fils de l'étalon Alimo et de la jument Tara ni Quidam.